# Бодров, Алексей Эдуардович
Алексей Эдуардович Бодров (род. 5 ноября 1960, Дзержинский, Московская область, СССР) — российский учёный и общественный деятель. Основатель и ректор Библейско-богословского института св. апостола Андрея (ББИ), главный редактор Издательства ББИ, журналов «Страницы: богословие, культура, образование» и «Мир Библии».

## Биография
Родился в г. Дзержинский Московской области 5 ноября 1960 года. В 1983 году с отличием закончил МФТИ по кафедре проблем физики и астрофизики (зав. кафедрой академик В. Л. Гинзбург). Кандидат физико-математических наук (1989 год, теоретическая физика). Изучал богословие на теологическом факультете Российского открытого университета, в Центре религиозных исследований (Москва) и в Оксфордском университете (Balliol College).
В 1991—1995 годах — директор и секретарь попечительского совета Общедоступного православного университета, основанного прот. Александром Менем. Основатель и ректор Библейско-богословского института св. апостола Андрея (ББИ), главный редактор Издательства ББИ и журнала «Страницы: богословие, культура, образование».
Соредактор русского издания пятитомной «Истории II Ватиканского собора», редактор и составитель нескольких сборников по межконфессиональному и межрелигиозному диалогу, современному богословию, диалогу науки и богословия, член редакционного совета научной серии Bibliotheca Biblica, серии Doxa & Praxis: Exploring Orthodox Theology (WCC/Volos), Общества библейской литературы (SBL), журналов Religionen unterwegs и Contagion.
Награждён орденом святителя Кирилла Туровского Белорусской православной церкви (2010).

## Интервью и выступления
- Европейские богословы ищут признания
- Экуменизм или академический диалог? ББИ св. апостола Андрея и его роль в развитии научно-богословской среды в России
- Библеистика должна быть первоклассной
- Богословское образование сегодня. Богословское образование в современном секулярном обществе
- Международная конференция «Академическая теология в постсекулярный век» закончилась призывом «защищать» академическую теологию от Церкви
- Круглый стол, посвященный 100-летию со дня рождения архиепископа Михаила (Мудьюгина), состоялся в Москве
- Ирина Языкова представила новое издание книги «Богословие иконы. Со-творение образа»
- К ПРОХОЖДЕНИЮ БОГОСЛОВИЯ ГОТОВ!
- Первые блага кризиса
- В Звенигороде проходит международная конференция, посвященная наследию Николая Бердяева

## Публикации
1. Джузеппе Альбериго, Алексей Бодров, Андрей Зубов. «История II Ватиканского собора» в 5-ти томах, М.: ББИ, Leuven: Peeters, 2003—2010.
2. Учение о спасении в разных христианских конфессиях (Doctrine of Salvation in Different Christian Confessions), составитель (Москва, ББИ, 2007), 162 с.
3. Алексей Бодров, сост. «Учение о спасении в разных христианских конфессиях», М.: ББИ, 2007.
4. Алексей Бодров, Михаил Толстолуженко, ред. «Богословие творения», М.: ББИ, 2013.
5. Алексей Бодров, Михаил Толстолуженко, ред. «Богословие личности», М.: ББИ, 2013.
6. Алексей Бодров, Михаил Толстолуженко, ред. «Богословие красоты», М.: ББИ, 2013.
7. «Open Orthodox University», Religion, State and Society, 22:2 (1994), pp. 199—204.
8. «Reconciliation and Religious Education in Contemporary Russia», in: Religious Education and Civil Society, Ed. V. Kozhuharov (Veliko Tarnovo, 2001), pp. 104-9.
9. «Светское богословское образование в современной России», Минские епархиальные ведомости, № 1(48) (1999), с. 46-49.
10. «Богословское образование в современном секулярном обществе», в: Православное богословие на пороге третьего тысячелетия, (М.: Синодальная богословская комиссия, 2000), с. 450—461.
11. «Problems and Perspectives of Science and Religion Dialogue in Russia», in: The Dialogue between Science & Religion in the Orthodox World (Bucharest, 2010).
12. «The Dialogue between Theology and Culture in Modern Russia», in: Church and Culture (Volos, 2010), in print.
13. «Mission and Theological Education in Contemporary Russia», in: Postmodernity — Friend or Foe? Eds. A. Neagoe and H. Zorgdrager (Utrecht, Timisoara, 2009), pp. 217-30.
14. «Open Orthodox University», Religion, State and Society, 22:2 (1994), pp. 199—204.
15. «Open Orthodox University», Religion, State and Society, 22:2 (1994), pp. 199—204.
16. «Lehranstalten neuen Typs», G2W, Nr. 9 (1994), SS. 14-7.
17. «Open Orthodox University in Moscow», Sourozh, 57 (1994), pp. 23-9.
18. «L’université orthodoxe libre à Moscou», Bulletin. Aide aux croyants de l’exURSS, № 76 (1994), pp. 13-4.
19. «Предисловие», в: Примирение. Сборник материалов Коллоквиума в Крестовоздвиженском монастыре, Шеветонь, Бельгия (Москва: ББИ, 1997), с. 7-12.
20. «На путях примирения», Истина и жизнь, № 9 (1997), с. 48-51.
21. «Free fall», The Christian Century, 115:21 (1998), pp. 708-9.
22. «Без тени клерикализма», НГ-религии, № 2 (25), 27 января 1999.
23. «Sans ombre de cléricalisme», Istina, XLIV: 4 (1999), рp. 391-7.
24. Address at the Presentation of The Templeton Prize for Progress in Religion, The Kremlin, Moscow, May 17, 1999.
25. «Светское богословское образование в современной России», Минские епархиальные ведомости, № 1(48) (1999), с. 46-9.
26. «Богословское образование в современном секулярном обществе», в: Православное богословие на пороге третьего тысячелетия, (М.: Синодальная богословская комиссия, 2000), с. 450-61.
27. «Богословское образование в современном секулярном обществе», Страницы 5:3 (2000), с. 294—305.
28. «Reconciliation and Religious Education in Contemporary Russia», in: Religious Education and Civil Society, Ed. V. Kozhuharov (Veliko Tarnovo, 2001), pp. 104-9.
29. «Theological Education in Contemporary Secular Society», in: The Word of God for the Academy in Contemporary Culture(s), Eds. J. Hulst, P.Balla (Budapest, 2003), pp. 95-106.
30. «Mission and Theological Education in Contemporary Russia», in: Postmodernity — Friend or Foe? Communicating the Gospel to Postmodern People, Eds. A. Neagoe and H. Zorgdrager (Utrecht, Timisoara, 2009), pp. 217-30.
31. «Problems and Perspectives of the Science-and-Religion Dialogue in Russia», in: Transdis-ciplinarity in Science and Religion, No 6 (2009), Eds. B. Nicolescu and M. Stavinschi (Bucharest, 2009), pp. 211-6.
32. «The Dialogue between Theology and Culture in Modern Russia», in: Church and Culture (Volos, 2013), in print in Greek and English.
33. «Crisis of Traditional Values: Is There Any Future for the Russian Family?» with Irina Yazykova, in: The Family on the Frontline. Crisis of Family and the Role of Mission, Eds. V. Kozhuharov and H. Zorgdrager (Utrecht, Sofia, 2011), pp. 83-108.
34. «Предисловие», в: Андрей Первозванный — апостол для Запада и Востока под ред. Михаила Талалая и Ирины Языковой (Москва: ББИ, 2011), с. ix-xii.
35. «Relations between the Russian Orthodox Church and the Military», in: Just Peace. Orthodox Perspectives, Eds. Semegnish Asfaw, Alexios Chehadeh, and Marian Gh. Simion, (Geneva, WCC, 2012), pp. 43-48.
36. «Reconciliation and Religious Education in Contemporary Russia», in: Religious Education and Civil Society, Ed. V. Kozhuharov (Veliko Tarnovo, 2001), pp. 104-9.